# Chiang Kham (huyện)
Chiang Kham (tiếng Thái: เชียงคำ) là một huyện (amphoe) ở đông bắc của tỉnh Phayao, phía bắc Thái Lan.

## Địa lý
Các huyện giáp ranh (từ phía nam theo chiều kim đồng hồ) là Pong, Chun của tỉnh Phayao, Thoeng của tỉnh Chiang Rai và Phu Sang của tỉnh Phayao. Đông bắc là tỉnh Xaignabouli của Lào.

## Hành chính
Huyện này được chia thành 10 phó huyện (tambon), các đơn vị này lại được chia ra thành 132 làng (muban). Có ba thị trấn (thesaban tambon) - Chiang Kham nằm trên một phần của tambon Yuan và Ban Sai, toàn bộ tambon Wiang. Có 10 tổ chức hành chính tambon.
| STT | Tên           | Thai    | Số làng | Dân số |
| --- | ------------- | ------- | ------- | ------ |
| 1.  | Yuan          | หย่วน    |         | 11.662 |
| 6.  | Nam Waen      | น้ำแวน   | 14      | 7.134  |
| 7.  | Wiang         | เวียง    |         | 5.888  |
| 8.  | Fai Kwang     | ฝายกวาง | 17      | 8.705  |
| 9.  | Chedi Kham    | เจดีย์คำ  | 12      | 6.300  |
| 10. | Rom Yen       | ร่มเย็น   | 21      | 11.851 |
| 11. | Chiang Ban    | เชียงบาน | 11      | 7.446  |
| 12. | Mae Lao       | แม่ลาว   | 14      | 6.484  |
| 13. | Ang Thong     | อ่างทอง  | 13      | 8.329  |
| 14. | Thung Pha Suk | ทุ่งผาสุข  | 7       | 3.412  |